# Grand Prix automobile de France 1929

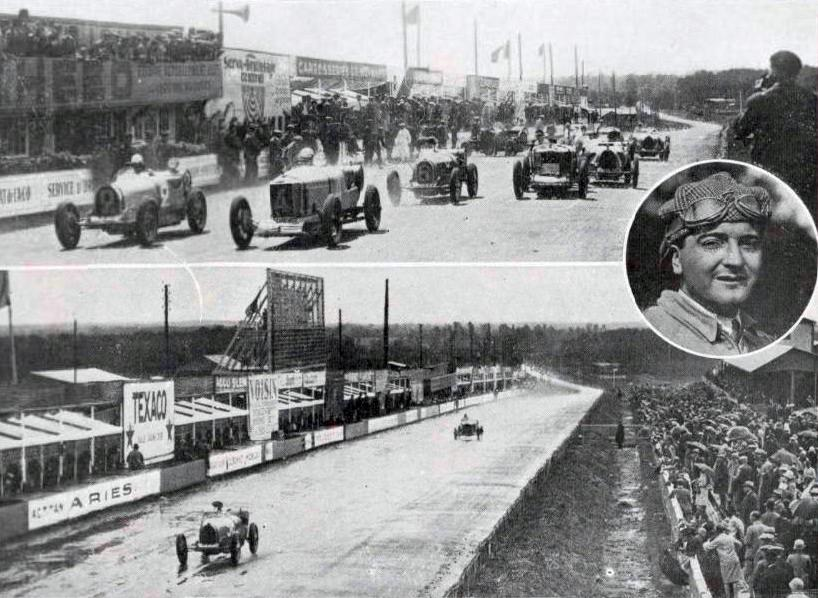
Grand Prix de l'A.C.F. 1929, départ puis course (médaillon Grover-Williams, vainqueur pour la seconde fois, bas Williams devant G. Boillot).

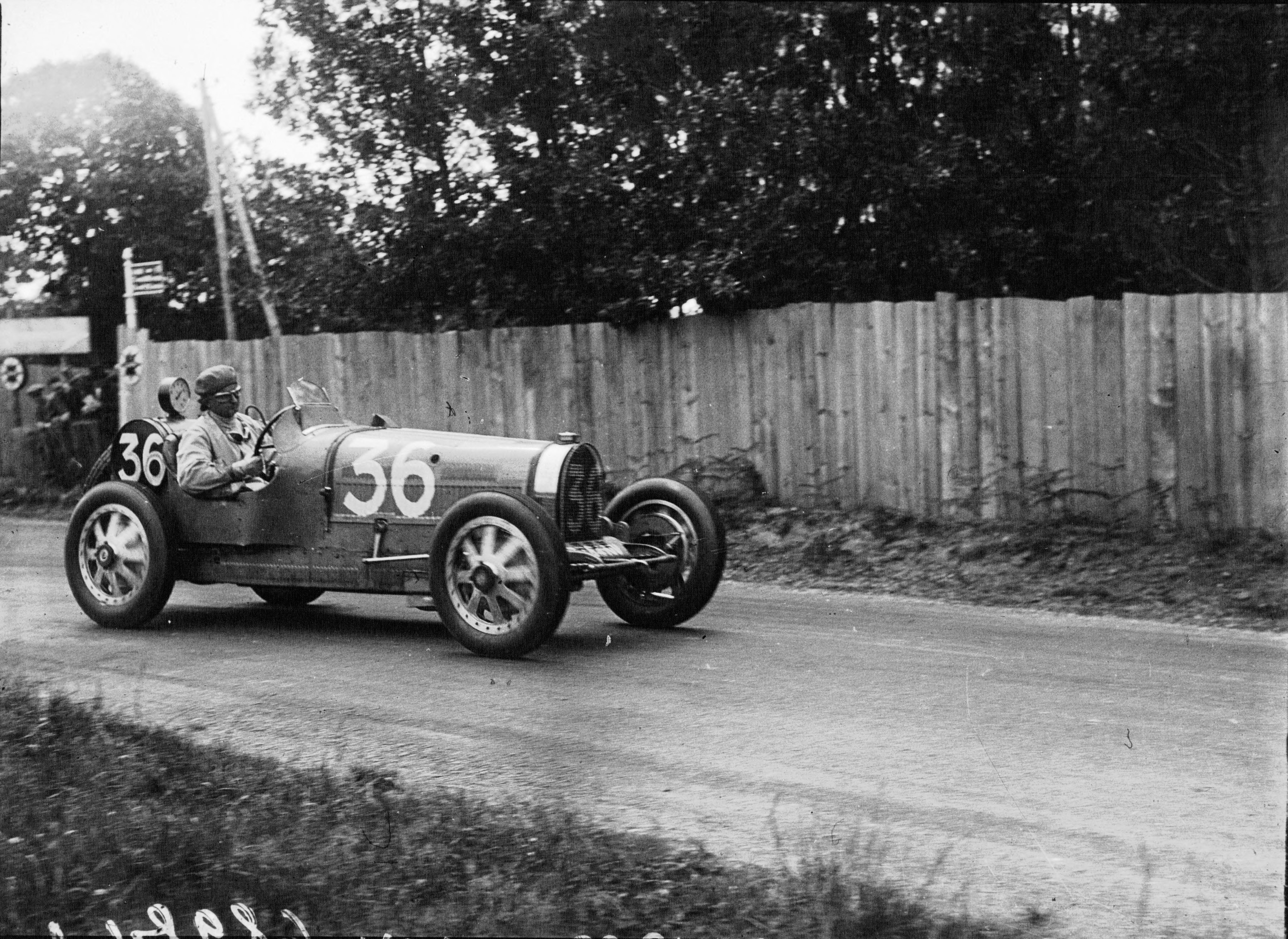
Grover-Williams au GP de France 1929.

Le Grand Prix automobile de France 1929 est un Grand Prix, comptant comme Grande Épreuve, organisé par l'Automobile Club de France qui s'est tenue au Mans le 30 juin 1929.

## Classement
| Pos. | no | Pilote                  | Automobile   | Tours | Temps/Abandon     | Grille |
| ---- | -- | ----------------------- | ------------ | ----- | ----------------- | ------ |
| 1    | 36 | William Grover-Williams | Bugatti T35B | 37    | 4 h 33 min 1 s 2  | 11     |
| 2    | 28 | André Boillot           | Peugeot 174S | 37    | 4 h 34 min 20 s 0 | 8      |
| 3    | 30 | Caberto Conelli         | Bugatti T35C | 37    | 4 h 34 min 28 s 0 | 9      |
| 4    | 12 | Albert Divo             | Bugatti T35B | 37    | 4 h 41 min 27 s 4 | 6      |
| 5    | 10 | Robert Sénéchal         | Bugatti T35B | 37    | 4 h 58 min 27 s 8 | 5      |
| 6    | 6  | Robert Gauthier         | Bugatti T35C | 37    | 5 h 18 min 38 s 4 | 3      |
| Abd. | 8  | « Besaucele »           | Ballot 2LS   |       |                   | 4      |
| Abd. | 34 | Guy Bouriat             | Peugeot 174S |       |                   | 10     |
| Abd. | 16 | Georges Philippe        | Bugatti T35C | 30    |                   | 7      |
| Abd. | 2  | Raoul de Rovin          | Bugatti T35B | 28    |                   | 1      |
| Abd. | 4  | Jean Chassagne          | Ballot RH2   | 8     |                   | 2      |
| Np.  | 14 | Princ Ghica-Cantacuzino | FAR          |       | Non partant       |        |
| Np.  | 18 | Jules Nandillon         | Vernandi     |       | Non partant       |        |
| Np.  | 20 | André Dubonnet          | Bugatti T35C |       | Non partant       |        |
| Np.  | 22 | ?                       | BNC 527-SCAP |       | Non partant       |        |
| Np.  | 24 | Édouard Brisson         | Alphi CIME   |       | Non partant       |        |
| Np.  | 26 | Robert Laly             | Ariès        |       | Non partant       |        |
| Np.  | 32 | ?                       | Ariès        |       | Non partant       |        |

- Légende: Abd.=Abandon - Np.=Non partant

## Pole position & Record du tour
- Pole position : Raoul de Rovin.
- Tour le plus rapide : William Grover-Williams en 7 min 1 s 0.